# Fair Moor
Fair Moor är en by i civil parish Hebron, i grevskapet Northumberland, i England. Byn är belägen 3 km från Morpeth. Byn hade 959 invånare år 2021.